# Грей, Марвин
Марвин Грей (англ. Marvin Gray; 7 августа 1954 — 23 июля 2013) — американский убийца, получивший известность в 2000-е годы в связи со своим девиантным поведением. Будучи спортсменом-пауэрлифтером Грей находясь в заключении добился невероятных результатов в пауэрлифтинге, едва не побив мировые рекорды. С 1992 года Грей опираясь на свою физическую силу совершил несколько убийств и изнасилований сокамерников, в результате чего в отношении него были приняты исключительные меры содержания в тюрьме особо строгого режима, такие как одиночное заключение, ограничение в передвижениях по территории тюрьмы и другое. В 2000-х он считался самым опасным заключенным в штате Колорадо, будучи осужденным за убийство и будучи подозреваемым ещё в нескольких, Марвин в 2000-е годы признался в совершении убийств 41 человека на территории 8 штатов. Споры о достоверности его показаний велись вплоть до его смерти.

## Ранние годы
Марвин Гейл Грей родился 7 августа 1954 года в Принстоне, штат Кентукки, в сельской местности. Он был 7-м ребёнком в семье из 10 детей. С возраста 4 лет Марвин начал страдать паническими атаками, в результате чего он на протяжении последующих 7 лет вынужден был принимать лекарства, содержащие метамфетамины. В раннем детстве Марвина привлекали на работы на табачных полях, трудовая дисциплина и панические атаки завершились в 1965 году, когда у отца Марвина произошел сердечный приступ, после чего основные обязанности по воспитанию детей и ведению семейного бюджета легли на плечи матери Марвина. В это же время, освободившись от чрезмерной родительской опеки, поведение Марвина сильно изменилось, его школьная успеваемость и дисциплина сильно упали. В возрасте 12 лет, он был впервые арестован, был осужден за проникновение на территорию чужой собственности и кражу и отправлен в учреждение для несовершеннолетних преступников. По свидетельству Грею, в учреждении царила неофициальная иерархия несовершеннолетних, где наиболее младших и физически слабых подвергали сексуальному насилию и всяческим унижениям. Находясь в этом учреждении, психоэмоциональное состояние Грея сильно изменилось, он научился самообороне, а также приобрел такие деструктивные чувства, как ярость, ненависть по отношению к старшим, представителям закона, а также такие морально-психологические черты, как жестокость и черствость. Выйдя на свободу, в 1968 году Грей начал зарабатывать криминальную репутацию. В первый учебный день его исключают из школы за ношение холодного оружия и угрозы в адрес руководства школы. В течение ряда лет Марвин поочередно живёт в семье своих старших братьев и меняет несколько учебных заведений, но везде его исключают за неподобающее поведение, прогулы и неуспеваемость.

## Криминальная карьера
В 1970 году Грей ворвался в гараж соседа и украл оружие из машины. В течение нескольких дней он совершил ещё несколько краж и совершил несколько нападений, угрожая пистолетом. Будучи арестованным, Марвин Грей был обвинен в ограблении, краже со взломом, незаконном хранении оружия и угрозе убийством. В 1971 году, в возрасте 17 лет Грей получил 5 лет тюрьмы. Он был этапирован в государственную тюрьму штата Кентукки — 100-летнюю каменную тюрьму под названием «Замок» в городе Эддивилл. Во время этого заключения Марвин Грей впервые занялся пауэрлифтингом, приобрел тату-зависимость и стал ярым сторонником концепций о превосходстве белой расы над другими. Освободившись в начале 1975 года, Грей весил уже больше 100 килограмм при росте 190 сантиметров и обладал внушительной мускулатурой и физической силой. По настоянию старшего брата Юджина Грей вскоре переехал в Денвер, штат Колорадо, где нашел себе работу в отеле «O’Neal», располагающемся в центре города. Летом 1975 года Грей и его друг Уильям Фелдер были арестованы по обвинению в нападении на полицейского Джеймса Дацмана, получившего огнестрельное ранение. Дацман расследовал убийство 26-летнего Джозефа Дидье, который ранее в тот же день был убит на праковке возле отеля. Обнаруженные неподалеку от места преступления Грей и Фелдер открыли огонь по полицейскому. Дацман выжил и в качестве стрелка он указал на Уильяма Фелдера. На суде Марвин Грей заявил, что стрелял он, но показания офицера полиции суд посчитал приоритетней. Грей был обвинен только в краже и в соучастии преступления и получил всего лишь 4 года тюрьмы, его напарник Уильям Фелдер получил в виде наказания тюремное заключение сроком на 20 лет. Впоследствии баллистическая экспертиза показала, что пули которыми был убит Дидье и ранен Дацман — были выпущены из одного и того же оружия, но обвинения в убийстве Джозефа Дидье не были предъявлены ни одному из преступников. Находясь в заключении, Грей как считает следствие совершил свое первое преступление в отношении заключенных. Заключенный Дэвид Кук был найден избитым и задушенным в конце 1977 года в своей камере. Подозреваемым в совершении убийства был Марвин Грей, на которого указали несколько свидетелей. В дальнейшем эти заключенные свои показания изменили, и даже несмотря на заявления о том, что Грей угрожал многим в тюрьме физической расправой, обвинение в убийстве Кука ему так и не было предъявлено. В 1978 году Грей был досрочно освобожден и вернулся в Кентукки. Вскоре он познакомился с 17-ней Шейлой Оллсбрукс, которая в 1979 году родила ему сына. Весь период отношений с девушкой, Грей издевался и избивал её. Их отношения завершились только с очередным арестом Марвина, который в 1979 году был арестован за угон автомобиля. В этом преступлении ему помог сообщник по имени Уильям Пердью. 16 марта 1980 года, Грей, Пердью и Джерри Келлер совершили побег из тюрьмы. Они угнали фургон, но в пути поругались, в результате чего Грей избил Келлера и выбросил его тело в черте города. Через несколько дней Грей добрался до Денвера, но был опознан знакомыми и вскоре снова арестован. В его автомобиле были найдены следы крови и окровавленная отвертка. Грей был допрошен, но не дал никаких объяснений по поводу дальнейшей судьбы Уильяма Пердью. Несмотря на то, что следователи подозревали, что Грей расправился и со вторым своим сообщником, местонахождение как и тело Пердью так никогда и не было найдено. Грею добавили срок за побег и в очередной раз он оказался на свободе только лишь 11 августа 1982 года. Он снова появился в Денвере, где 1 сентября познакомился с девушкой Джолин Сью Гарднер. После отказа вступить с ним в половую связь, Грей нанес ей 14 ножевых ранений, после чего девушка скончалась. Грей был арестован и в 1984 году осужден. Он был приговорен к 16 годам лишения свободы. В 1986 году Марвину Грею впервые были предъявлены обвинения в изнасиловании сокамерника, но расследование вскоре было прекращено за недостатком доказательств того, что акт был насильственный. Грей отделался административным взысканием и был переведен в тюрьму с более строгими условиями содержания. Марвин был условно-досрочно освобожден 18 января 1991 года.. Его свобода была крайне ограничена, он был обязан в ближайшее время найти работу, посещать назначенного ему офицера по пробации, ему было запрещено покидать пределы штата Колорадо и приближаться к местам скопления детей и подростков. Однако уже через два дня после освобождения Грей сел на автобус и уехал в город Падука, штат Кентукки, для того чтобы навестить своих родственников, тем самым нарушив условия досрочного освобождения. Появившись в городе, Марвин разыскал членов своей семьи, но те опасаясь его нрава и репутации заявили в полицию, получив 200 долларов, Марвин через несколько дней сел на автобус и уехал обратно в штат Колорадо. Некоторое время он перебивался случайными заработками, пока в 1992 году снова не совершил преступление. Он был арестован за кражу со взломом. Учитывая тяжесть совершенного им преступления в 1984 году и нарушение условий досрочного освобождения, суд основываясь на судебные директивы действовавшие на тот момент в штате Колорадо приговорил Марвина Грея к пожизненному заключению. С этого момента Марвин Грей больше не выходил на свободу.

## В заключении
В это время Марвин Грей весил уже 140 килограмм, на протяжении нескольких лет он продолжало усиленно заниматься пауэрлифтингом. Его официальный рекорд составлял в жиме лежа 250 килограмм, приседание 450 килограмм, становая тяга 390 килограмм. В ноябре 1992 года Грей был обвинен в убийстве другого заключенного по имени Дэниел Грин, который был полицейским информатором в деле о наркотиках. Грей свалил убийство Грина на двух темнокожих сокамерников, в то время как другие пятеро заключенных дали показания против Марвина. Тем не менее, несмотря на то, что в итоге Грею были предъявлены обвинения в убийстве 1-й степени, за убийство Грина он так и не был осужден. В начале 1993 года он был переведен в другую тюрьму. 19 июля 1993 года Марвин Грей избил и изнасиловал своего 27-летнего сокамерника Гари Хилтона. Менее чем через неделю он совершил ещё одно похожее преступление, изнасиловав Джеймса Мервина, после чего был переведен в тюрьму особого строгого режима Colorado State Penitentiary, где в отношении его были приняты исключительные меры содержания, Грей был изолирован от остальной массы осужденных, он отбывал срок находясь в одиночной камере, которую ему было разрешено покидать всего на один[что?] в сутки, все его передвижения по территории тюрьмы сопровождались с применением наручников и других средств ограничения свободы действий.

## Признание
Отбыв в подобных условиях почти 7 лет Марвин грей стал демонстрировать признаки девиантного поведения, Грей в 2000 году неожиданно начал давать признательные показания в убийствах, в совершении которых его никогда не обвиняли. К 22 декабря 2000 года он признался в совершении 23 убийств. Он был этапирован в суд, на заседании которого пригрозил убить своих адвокатов, назначенных ему государством. К марту 2001 году Марвин Грей признался в совершении 41 убийства и дал интервью газете «The Denver Post», в котором поведал детали своей биографии и преступной карьеры. Грей признался в том, что свое первое убийство совершил в 1971 году, будучи 17-летним юношей. Спустя почти 26 лет Грей признался в том, что именно он убил Джозефа Дидье в тот день, когда им же было совершено покушение на полицейского Дацмана. Также Марвин заявил, что после отбытия наказания, выйдя на свободу в 1978 году и познакомившись с Шейлой Олсбрук, возникла необходимость контролировать юную 17-летнюю подружку, следствием чего стала серия из 7 убийств, которые Марвин якобы совершил на территории штатов Небраска, Теннесси, Айова, Кентукки и Иллинойс. Грей взял на себя ответственность за исчезновение своего сообщника Уильяма Пердью, с которым совершил побег из тюрьмы в 1980 году. По свидетельству Грея, он убил Пердью ударом отвертки в шею и сбросил его труп на одной из свалок. Он также признался в убийстве мужчины, которое он совершил на территории штата Индиана в 1982 году. Освободившись в последний раз — в январе 1991 года, Грей по его словам в течение того года совершил убийств больше чем за весь предыдущий период жизни. Он детально описал убийство молодого мужчины в городе Сан-Франциско, которое он якобы совершил в 1991 году и труп которого он якобы сбросил в собачий питомник. Три убийства по показаниям Марвина он ещё совершил летом 1992 года, так по его словам он застрелил Джозефа Солиза, зарезал проститутку в Денвере и одного мужчину. Последним эпизодом, которым Марвин Грей закончил свои показания — стало убийство Дэниела Грина. Несмотря на его обширные показания Грею были предъявлены обвинения в убийствах Джозефа Дидье и Джозефа Солиза, который был убит в 1992 году в Денвере во время ограбления.

## Расследование
Несмотря на то, что практически сразу же после признательных показаний Марвином Греем заинтересовалось ФБР, которое начало собственное расследование, достоверность его показаний начала вызывать споры. В некоторых эпизодах Грей довольно детально описывал убийства, совершенные много лет назад и даже предоставлял этому доказательства, хотя и косвенные, что тем не менее затрудняло игнорирование его признаний. В 2001 году Марвина Грея обязали пройти проверку на детекторе лжи. В ходе проверки подтвердилась правдивость его признаний по крайней в 18 убийствах, но вскоре результаты теста были признаны недействительными по причине того, что Грей принимал лекарства. В то же время стало ясно, что ряд заявлений Грея не имеет ничего общего с реальностью. В некоторых эпизодах признания Марвина отражали большое несоответствие в датах, географических данных и времен года, когда им якобы были совершены убийства, некоторые убийства и исчезновения людей, к которым теоретически мог иметь отношение Грей происходили в то время, когда он сам отбывал наказание в тюрьме. В одном случае Грей поведал подробности двойного убийства, совершенном в 1991 году в Луисвилле, штат Колорадо, но затем запутавшись в своих показаниях, заявил что солгал. В целом его рассказы отражали плохую память. Тем не менее в остальных преступлениях его по-прежнему никто не собирался обвинять, так как расследование продолжало сортировать реальность от фантазии. Ряд специалистов, таких как тюремный психолог Джордж Леви заявил, что действия и заявления Грея могут быть чистой фантазией. По его мнению, причиной девиантного поведения преступника стала Социальная депривация, которая в свою очередь стала следствием 8-летней изоляции Грея в одиночной камере. Вызванные этим психические расстройства подтолкнули Грея выступить с признательными показаниями, для того чтобы сменить обстановку и тем самым уменьшить степень жёсткости социальной изоляции, что в свою очередь определяет меру жёсткости депривационной ситуации. Марвину Грею была назначена судебная медицинская экспертиза, которая выявила у него антиобщественное расстройство личности.
. 6 июня 2001 года Марвин Грей был обвинен в убийстве Джозефа Дидье и Джозефа Солиза и в качестве наказания получил ещё одно пожизненное лишение свободы.. В июне 2002 года Марвин Грей сделал ещё одно признание, на этот раз он признался в том, что в июне 1992 года убил пятерых женщин в городе Принстон. Грей ходатайствовал на то, чтобы его этапировали на место преступления, где он готов был показать места захоронения жертв., но его ходатайство было отклонено и несмотря на продолжавшееся расследование, впоследствии Марвину Грею так и не были предъявлены обвинения в других убийствах. Истинный масштаб его преступлений так и остался неизвестным.

## Смерть
Марвин Гейл Грей умер 19 июля 2013 года от сердечной недостаточности, находясь в заключении в тюрьме Colorado State Penitentiary, расположенной в городе Кэнон-Сити.